# Song Geon-hee
Song Geon-hee (en hangul, 송건희; RR: Song Geonhui), es un actor y cantante surcoreano.

## Biografía
Estudió en la Universidad de Sejong en el departamento de artes cinematográficas.

## Carrera
Es miembro de la agencia "JG Company".
En noviembre de 2018 se unió al elenco recurrente de la serie Sky Castle donde interpretó a Park Young-jae, el hijo de Lee Myung-joo (Kim Jung-nan).
En 2019 se anunció que se había unido al elenco de la serie Love Alarm donde da vida a Marx, un popular idol.
El 30 de septiembre del mismo año se unió al elenco principal de la serie The Tale of Nokdu (también conocida como "Mung Bean Chronicle") donde interpretó a Jeon Hwang-tae, el hermano adoptivo mayor de Jeon Nok-du (Jang Dong-yoon), hasta el final de la serie en noviembre del mismo año.
El 29 de agosto de 2020 se unió al elenco principal de la serie Missing: The Other Side donde dio vida a Thomas Cha, el dueño del café "Hawaii" en el misterioso pueblo de Duon, hasta el final de la serie el 11 de octubre del mismo año.
En enero de 2022 se anunció que se uniría al elenco de la serie Ultimate Weapon Alice.

## Filmografía

### Series de televisión
| Año     | Título                                                | Personaje                           | Notas                    | Ref.   |
| ------- | ----------------------------------------------------- | ----------------------------------- | ------------------------ | ------ |
| 2017    | Flat                                                  | Yeon Woo                            | Serie web                |        |
| 2017    | Hello Stranger                                        | Lee Ri-on                           | Serie web, dos episodios |        |
| 2018    | It's Okay Even If It's Trivial                        | Kwon Ki-woo                         | Serie web                |        |
| 2018    | Not All Right, But It's Alright                       | Kwon Ki-woo                         | 10 episodios             |        |
| 2018-19 | Sky Castle                                            | Park Young-jae                      |                          |        |
| 2019    | Arthdal Chronicles Part 3: The Prelude To All Legends | Lengua Negra                        |                          |        |
| 2019    | The Tale of Nokdu                                     | Jeon Hwang-tae                      |                          |        |
| 2019    | Love Alarm                                            | Marx                                |                          |        |
| 2020    | Mystic Pop-Up Bar                                     | Príncipe heredero Yi-hon (de joven) |                          |        |
| 2020    | Missing: The Other Side                               | Thomas Cha                          | 12 episodios             | [ 6 ]  |
| 2021    | The Great Shaman Ga Doo-shim                          | Estudiante                          |                          |        |
| 2021-22 | Snowdrop                                              | Eun Young-woo                       |                          |        |
| 2022    | Ultimate Weapon Alice                                 | -                                   |                          |        |
| 2023    | Joseon Attorney                                       | Lee Hyul/Seongjong de Joseon        |                          | [ 8 ]  |
| 2024    | Lovely Runner                                         | Kim Tae-sung                        |                          | [ 9 ]  |
| 2025    | Karma                                                 | Ahn Kyeok-nam de joven              |                          | [ 10 ] |

### Programas de variedades
| Año  | Título              | Notas                                |
| ---- | ------------------- | ------------------------------------ |
| 2019 | King of Mask Singer | (ep. #197) - concursó como "Gagamel" |

## Premios y nominaciones
| Año  | Premios                     | Categoría              | Papel         | Resultado | Ref.                 |
| ---- | --------------------------- | ---------------------- | ------------- | --------- | -------------------- |
| 2025 | 61.os Premios Baeksang Arts | Mejor actor revelación | Lovely Runner | Pendiente | [ 12 ] [ 13 ] [ 14 ] |